# 张冲霄
张冲霄（1927年—2020年4月15日），男，河北张家口人，中国电影表演艺术家，长春电影制片厂演员，中国电影金凤凰奖特别荣誉奖获得者。代表作有《冰山上的来客》、《吉鸿昌》、《兵临城下》等。